# José Padierna de Villapadierna

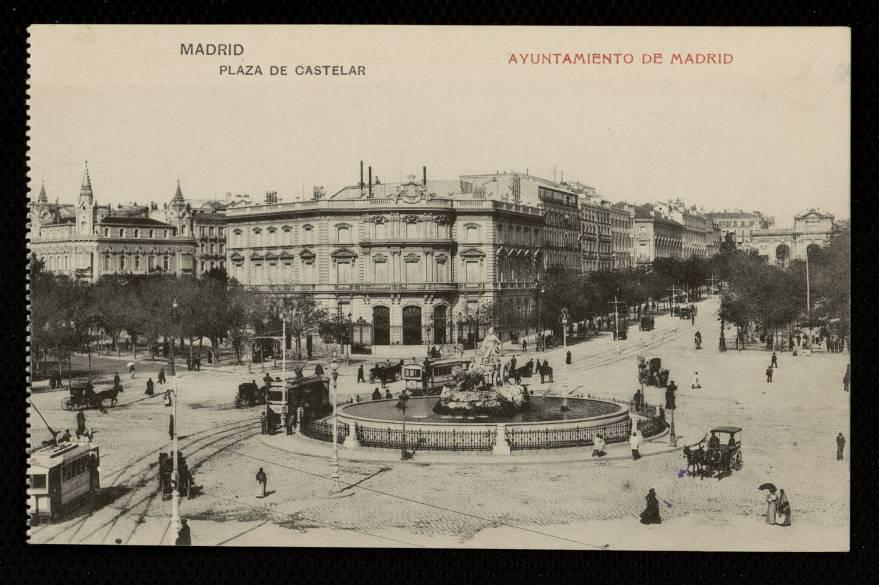
Palacio de Linares en 1905, propiedad ligada a los condes de Villapadierna en las primeras décadas del siglo XX

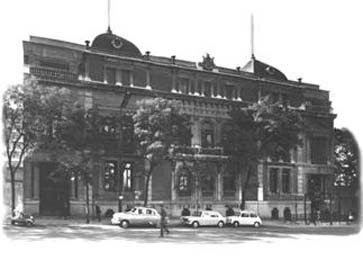
Palacio de Villapadierna hacia 1960. Fue expropiado a la familia Villapadierna en 1944

José María Padierna de Villapadierna y Avecilla, III conde de Villapadierna, (Málaga, Andalucía, 26 de diciembre de 1909-Madrid, Madrid, 23 de octubre de 1979), fue un aristócrata español, conocido especialmente por su vinculación con el mundo de las carreras de automóviles y con los hipódromos; así como por sus relaciones con la alta sociedad internacional.

## Semblanza
José Padierna de Villapadierna, que había nacido ocasionalmente en Málaga, era hijo de Felipe Padierna de Villapadierna y Erice, II conde de Villapadierna, y de Raimunda Avecilla Aguado. Su única hermana, María del Carmen, era cinco años mayor que José. El título de conde de Villapadierna había sido concedido a su abuelo Felipe por el rey Alfonso XII, mientras que su madre era una de las legatarias del palacio de Linares, situado en la plaza de Cibeles en Madrid.
Con tan solo diecinueve años, heredó la considerable fortuna familiar (relacionada con operaciones bursátiles y con las parcelaciones de los barrios de Salamanca y de Chamberí en Madrid) cuando su padre falleció en 1928. Pese a estudiar Derecho y cursar oposiciones a diplomático, su temprana herencia, aunada con su don de gentes, le permitió llevar un estilo de vida plenamente relacionado con la alta sociedad internacional. Su presencia en la prensa de la época fue notoria, primero en las noticias deportivas (por su destacada participación en los años 1930 en la época dorada de las carreras automovilísticas de Gran Premio) y más adelante en los ecos de sociedad (por su amistad con famosas actrices como Perlita Greco, Ava Gardner o Rita Hayworth, o con personajes populares como Porfirio Rubirosa, Orson Wells, Gary Cooper o el Aga Khan IV).
Dado su lujoso tren de vida, se dice que llegó a dilapidar tres herencias, incluyendo los extensos terrenos urbanizables que poseía en Madrid, y los palacios de Linares y de Villapadierna, dos de las más notables construcciones del Madrid de finales del siglo XIX.
En 1934 Villapadierna había sido acusado de hurtarle una fortuna en cheques falsificados a su tía (la marquesa de Padierna). Años después, el dirigente comunista Santiago Carrillo revelaría que había sido el exministro socialista Indalecio Prieto quien le había estafado a la marquesa 1 400 000 pesetas para comprar las armas de la Revolución de Asturias y el mercante de transporte Turquesa (véase Horacio Echevarrieta).
Como piloto de Grandes Premios, debutó en Montjuic, formando pareja con el por entonces famoso piloto español Joaquín Palacio. Corrió para varias escuderías italianas como Ferrari o Alfa Romeo. Compró dos Maserati 8CM y un Alfa Romeo P3 para formar la escudería Villapadierna, la primera escudería española de Grandes Premios. Corrió un total de diecinueve Grandes Premios, siendo sus mejores clasificaciones una tercera posición en el circuito de Deauville en 1936 y un cuarto puesto en el Gran Premio de Pau de ese mismo año (carrera ganada por Philippe Étancelin). Se retiró del automovilismo activo en 1936. Sus coches iban pintados de amarillo, color que retomaría marcado por barras verdes para su famosa cuadra.
La guerra civil española lo sorprendió en Francia, corriendo en el Gran Premio de Deauville. Regresó a Madrid (donde su hermana y sus tíos habían sido fusilados por grupos revolucionarios contrarios a la sublevación militar), pudiendo escapar de la ciudad con la ayuda de la cuadrilla de los Bienvenida, con quienes pudo llegar a San Sebastián. Producto de esta amistad, fue su boda con Isabel Martín y Díaz, hermana del banderillero (y después apoderado de los Bienvenida) Guillermo Martín. Isabel Martín fallecería prematuramente en 1947. Villapadierna se alistó con las tropas del general Francisco Franco, resultando herido en el frente de Extremadura en la etapa final de la guerra.
Tras la guerra civil, se volcó en su cuadra (la que se convertiría en la célebre Cuadra Villapadierna) y en la Yeguada de Larzábal. Su caballo Rheffisimo, que debutó en 1976, se convirtió en uno de los pura sangre más destacados del turf español; siendo el primer ejemplar nacido y criado en España que participó en la famosa prueba inglesa King George de Ascot.
Compatibilizó su protagonismo en los hipódromos con su dedicación a distintos organismos automovilísticos. Así, fue nombrado presidente de la Federación Española de Automovilismo en 1968 (cargo que ocupó hasta 1977), presidente honorario del Real Automóvil Club de España, miembro de la Federación Internacional del Automóvil, así como miembro vitalicio de la Asociación de Antiguos Pilotos. También lanzó el Gran Premio del Jarama, siendo durante cuarenta años director de carrera.
Se casó en diciembre de 1959 con Alicia Klein y García de Aráoz. Gran aficionada al golf y posteriormente continuadora de la actividad hípica de su marido, falleció en 2007. La pareja tuvo dos hijos, Alicia y Felipe (IV conde de Villapadierna).
José de Padierna y Villapadierna falleció en la Clínica de la Concepción de Madrid a consecuencia de un cáncer fulminante en 1979.